# Alsterpark

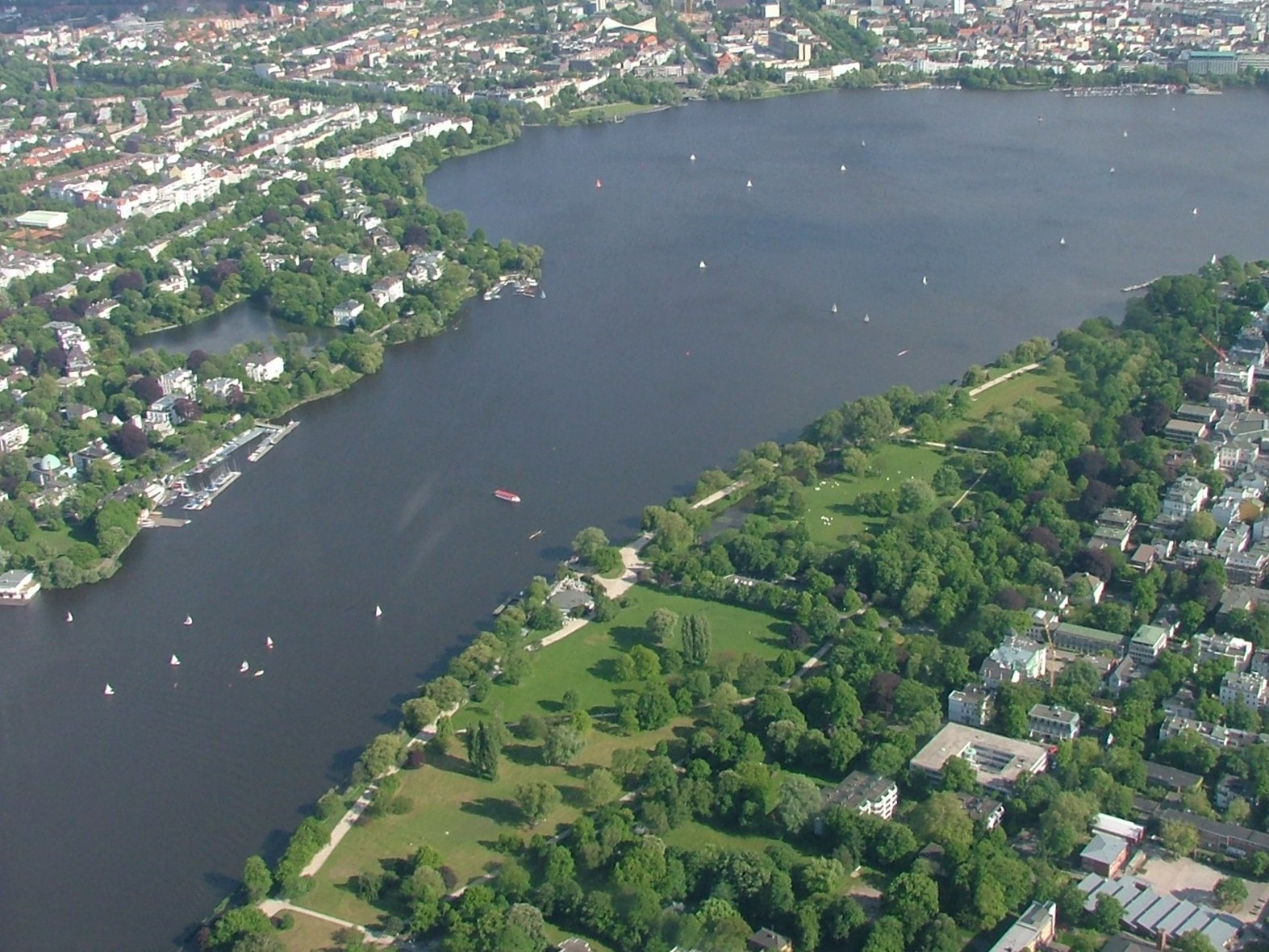
Luftaufnahme der Außenalster mit Alsterpark

Der Alsterpark führt entlang des Alsterufers rund um die Außenalster und schließt die Bereiche Schwanenwik, das Eduard-Rhein-Ufer und das Alstervorland mit ein. Im Süden beginnend führt der Park östlich durch die Hamburger Stadtteile St. Georg, Hohenfelde, Uhlenhorst und Winterhude, ab der Krugkoppelbrücke westlich durch das Alstervorland in Harvestehude und Rotherbaum bis zur Kennedybrücke am Übergang zur Binnenalster.

## Lage

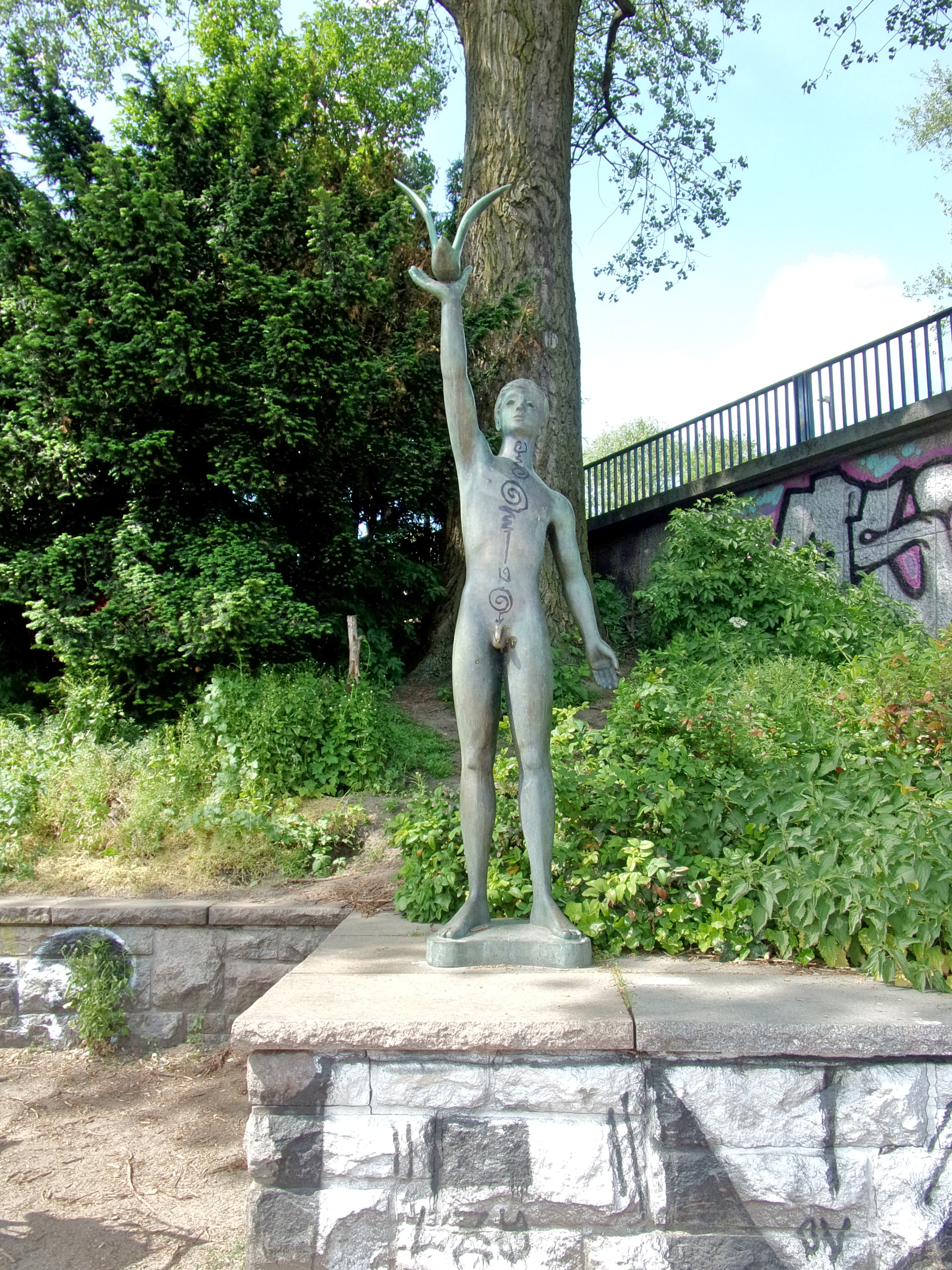
Skulptur „Jüngling mit Möwe“ von Fritz Fleer unterhalb der Kennedybrücke

An der Südspitze des künstlich gestauten Alstersees teilt sich der Alsterpark im Stadtteil St. Georg in zwei Bereiche – am Alsterufer im Verlauf der Kennedybrücke und als Grünanlage zwischen Kennedy- und Lombardsbrücke. Für Fußgänger und Radfahrer gibt es eine Unterführung zwischen Außen- und Binnenalster. Am Ufer entlang der Straße An der Alster befindet sich die Gurlittinsel. Über die Verbindung Schwanenwik streift der Alsterpark Hohenfelde, entlang der Straße Schöne Aussicht nördlich des Mundsburger Kanals beginnt der Stadtteil Uhlenhorst und das Eduard-Rhein-Ufer. Über die Herbert-Weichmann-Straße und die Langenzugbrücke gelangt man nach Winterhude. Am Ufer entlang der Straßen Bellevue und Fernsicht in Richtung Krugkoppelbrücke gelangt man ans nördliche Ufer. Der Harvestehuder Weg führt durch das Alstervorland am westlichen Ufer im Stadtteil Harvestehude. Die Straße Alsterufer führt durch den Stadtteil Rotherbaum zurück zur Kennedybrücke. Die Alsterrunde um die Außenalster ist eine beliebte Laufstrecke für Jogger und etwa 7,4 km lang.

## Das östliche Ufer

### Alsterlust
Das östliche Ufer beginnt an der Kennedybrücke im Stadtteil St. Georg. Überquert man die nach John F. Kennedy benannte Brücke, so überquert man den 10. Längengrad, eine Markierung auf der Brücke zeigt den Meridian. Gleich hinter der Brücke befindet sich eine der wenigen noch vorhandenen Skulpturen, die während der Ausstellung „Plastik im Park“ zur Gartenbauausstellung 1953 im Alsterpark stattfand. Sie stammt von Max Bill und heißt „Rhythmus im Raum“. Die Alster und der Alsterpark zogen seit vielen hundert Jahren die Menschen an und luden zum „Lustwandeln“ ein – so nannte man das Spazieren und Flanieren am Alsterufer. Bootsausflüge waren „Lustfahrten“ und Baden war sehr beliebt.

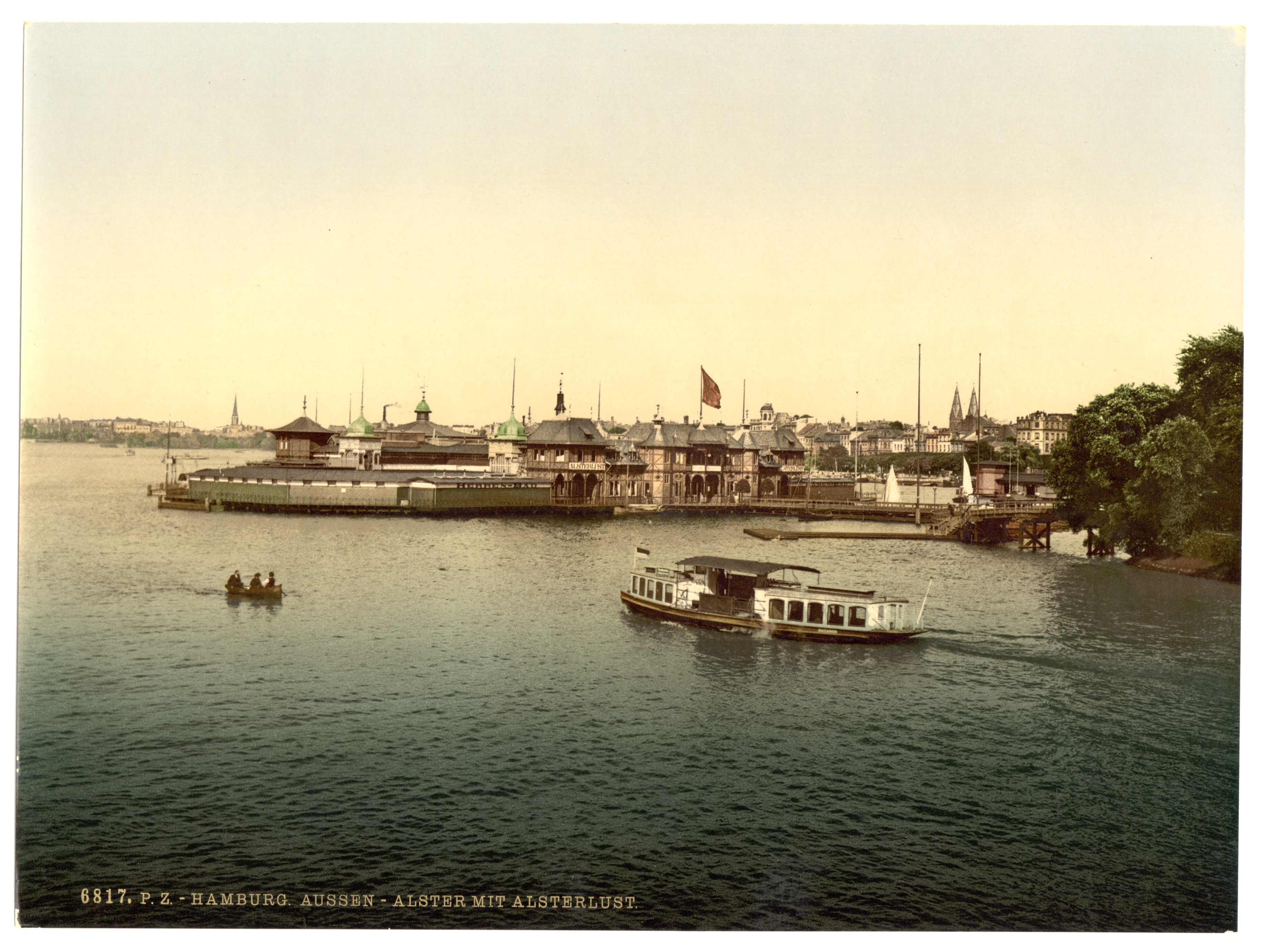
Badeanstalt „Alsterlust“ 1905

Am Ufer vor dem Atlantic-Hotel (heutige Lage) entstand eine Badestelle. Sie wurde 1792/93 von der Patriotischen Gesellschaft erstmals eingerichtet. Sie wurde 1845 abgerissen. An ihre Stelle kam die „Donner'sche Badeanstalt“. Sie wurde zur Jahreswende 1870/71 von der „Möller'schen Badeanstalt“ abgelöst, die um 1886 demontiert wurde. Am 1. Juli 1888 wurde hier die unter dem Namen „Alsterlust“ bekannte Badeanstalt eröffnet. Der Bau entstand unter der Anleitung des Architekten Georg Thielen. Zu der Badeanstalt gehörten auch ein Restaurant und Räumlichkeiten für Veranstaltungen. Hier saßen am Wochenende 8./9. September 1888 Vertreter von vier Hamburg-Altonaer, zwei Berliner und einem Braunschweiger Eissportverein zusammen, um einen „Deutschen Eislauf-Verband“ vorbehaltlich der Zustimmung der Frankfurter und Münchner Vereine zu gründen. Am 29. Oktober 1888 besuchte Wilhelm II. Hamburg. Er traf in der Alsterlust zahlreiche Hamburger Honoratioren zum Mittagessen. Im Frühjahr 1903 eröffnete hier eine Ausstellung, die Kunstphotographien zeigte.
Ein Stück weiter befindet sich eine kleine Brücke. Sie führt auf die Gurlittinsel, eine kleine Felseninsel mit einer Segelschule und einem Ruderclub direkt im Wasser. Bootfahren hat Tradition und im Alsterpark gibt es mehrere Bootshäuser, Ruderclubs und Segelschulen.

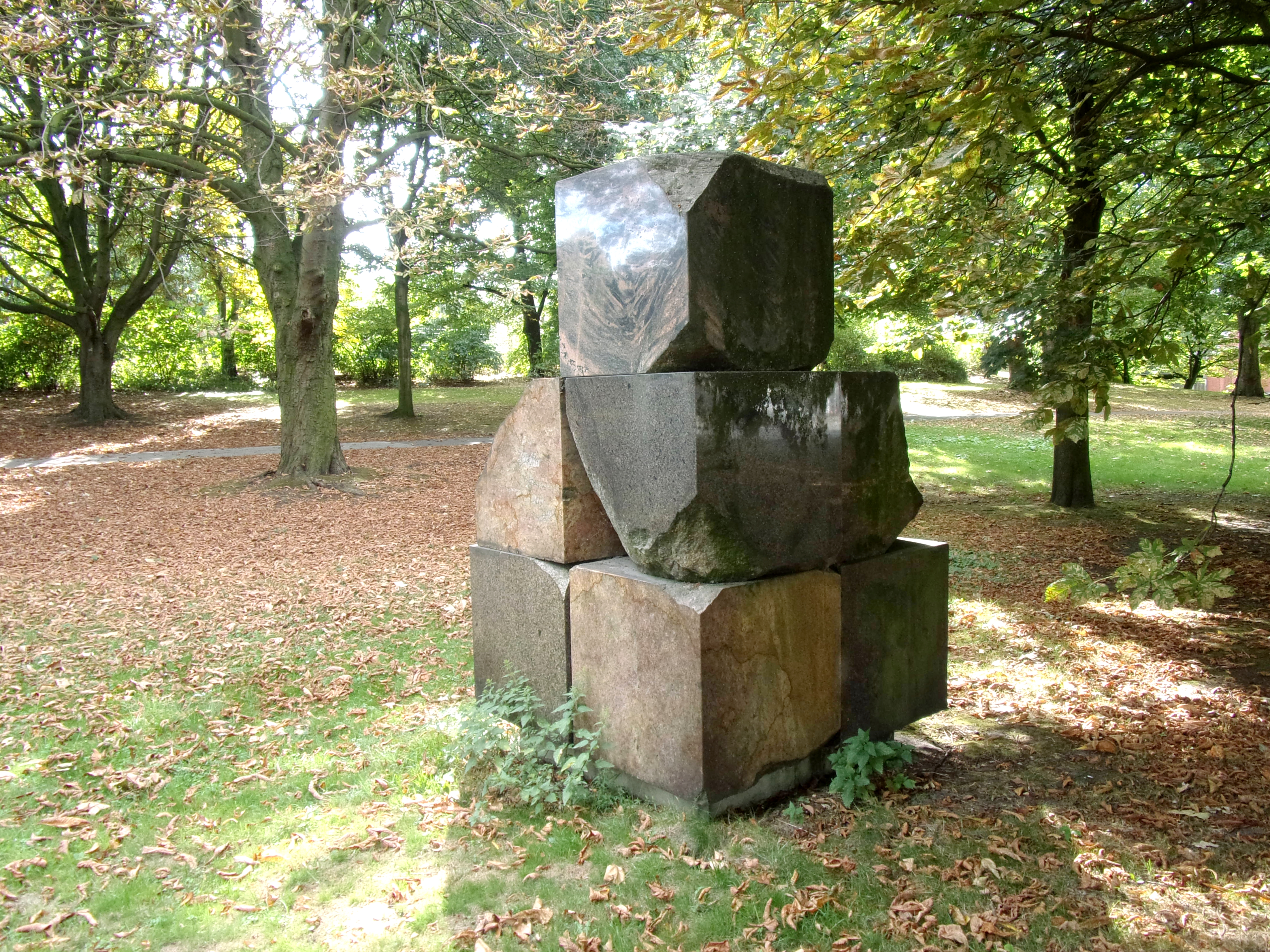
Granit von Paul Wunderlich
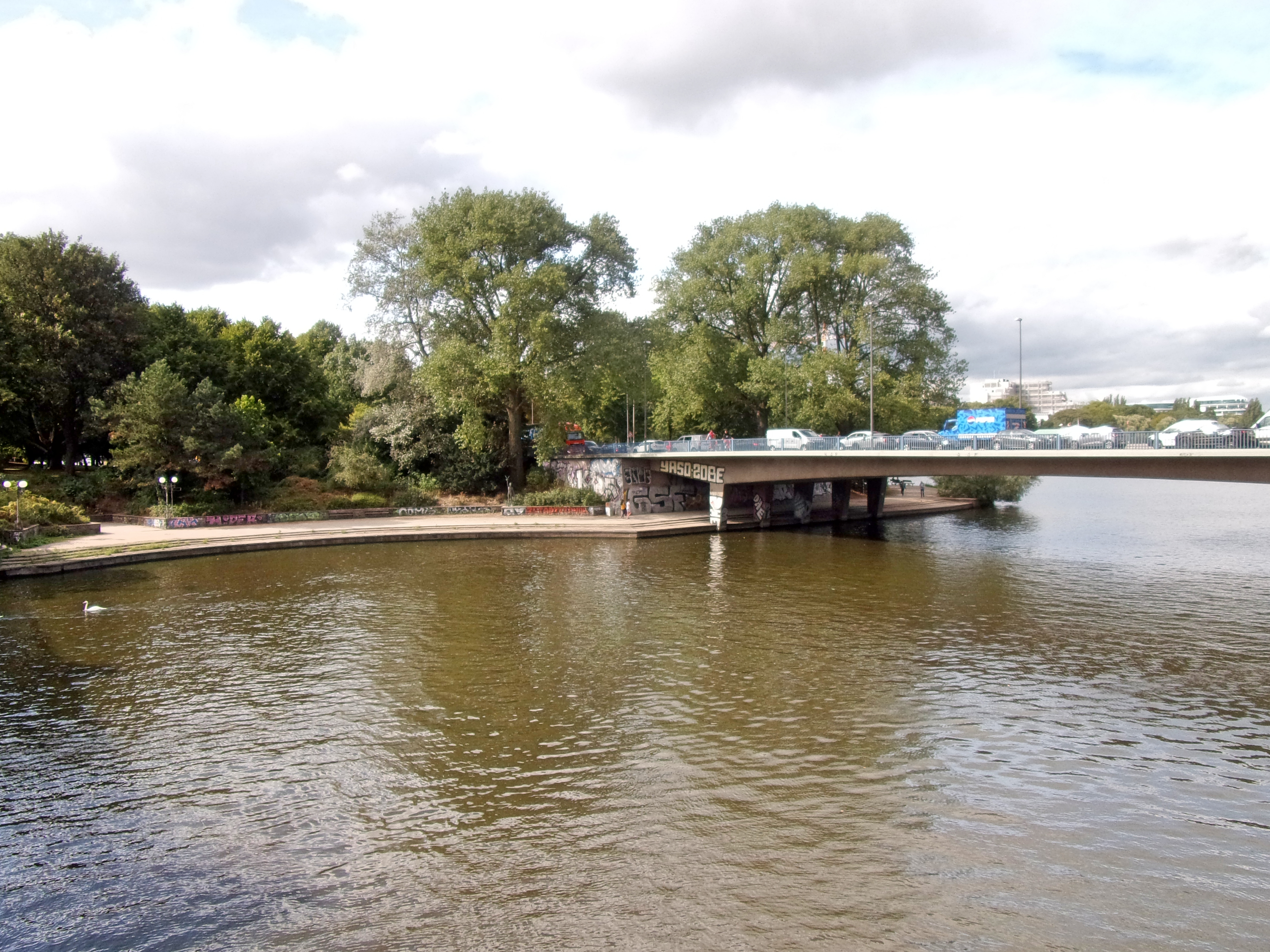
Der Alsterpark am Durchgang zur Binnenalster
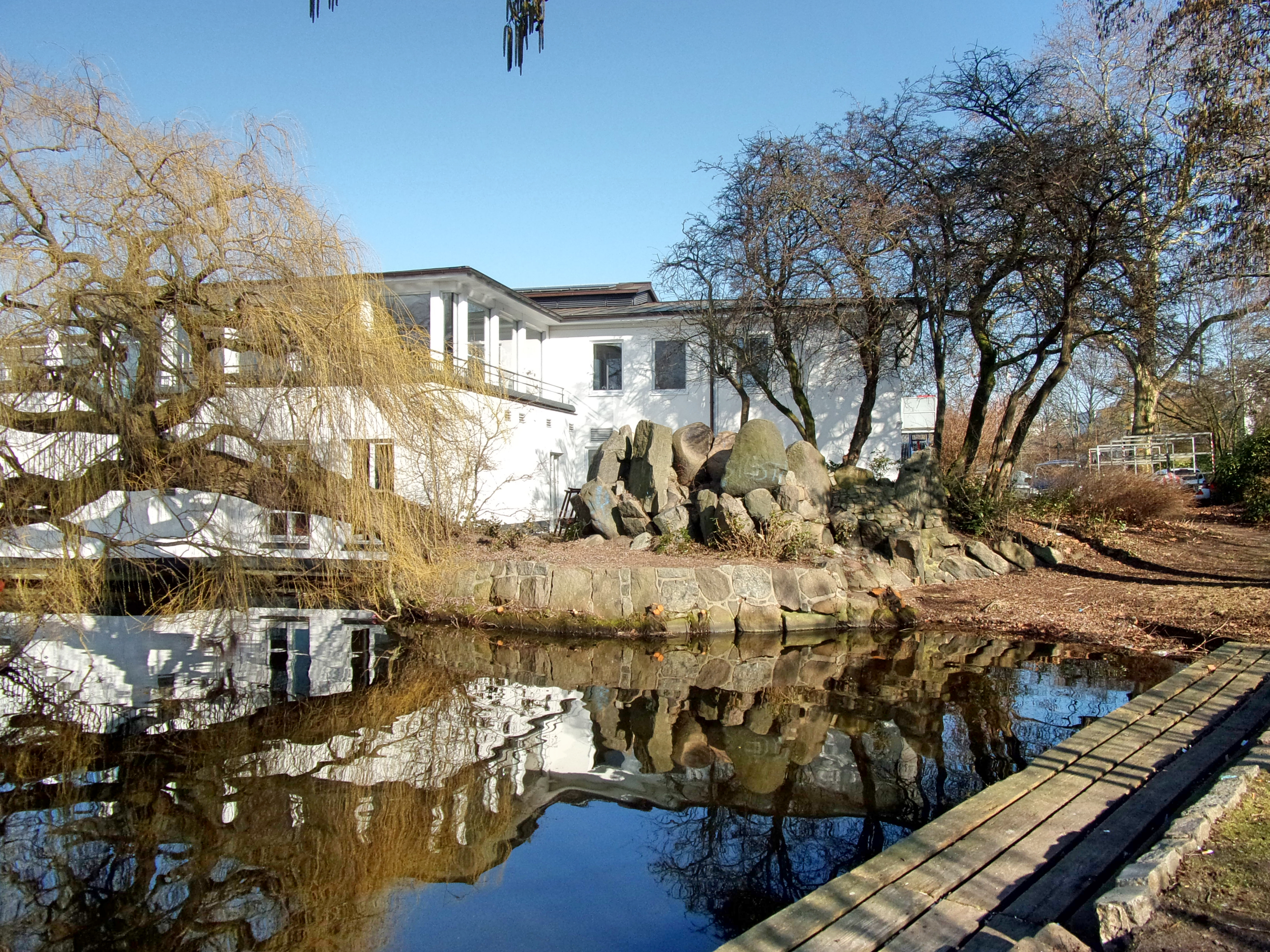
Die Gurlitt-Insel
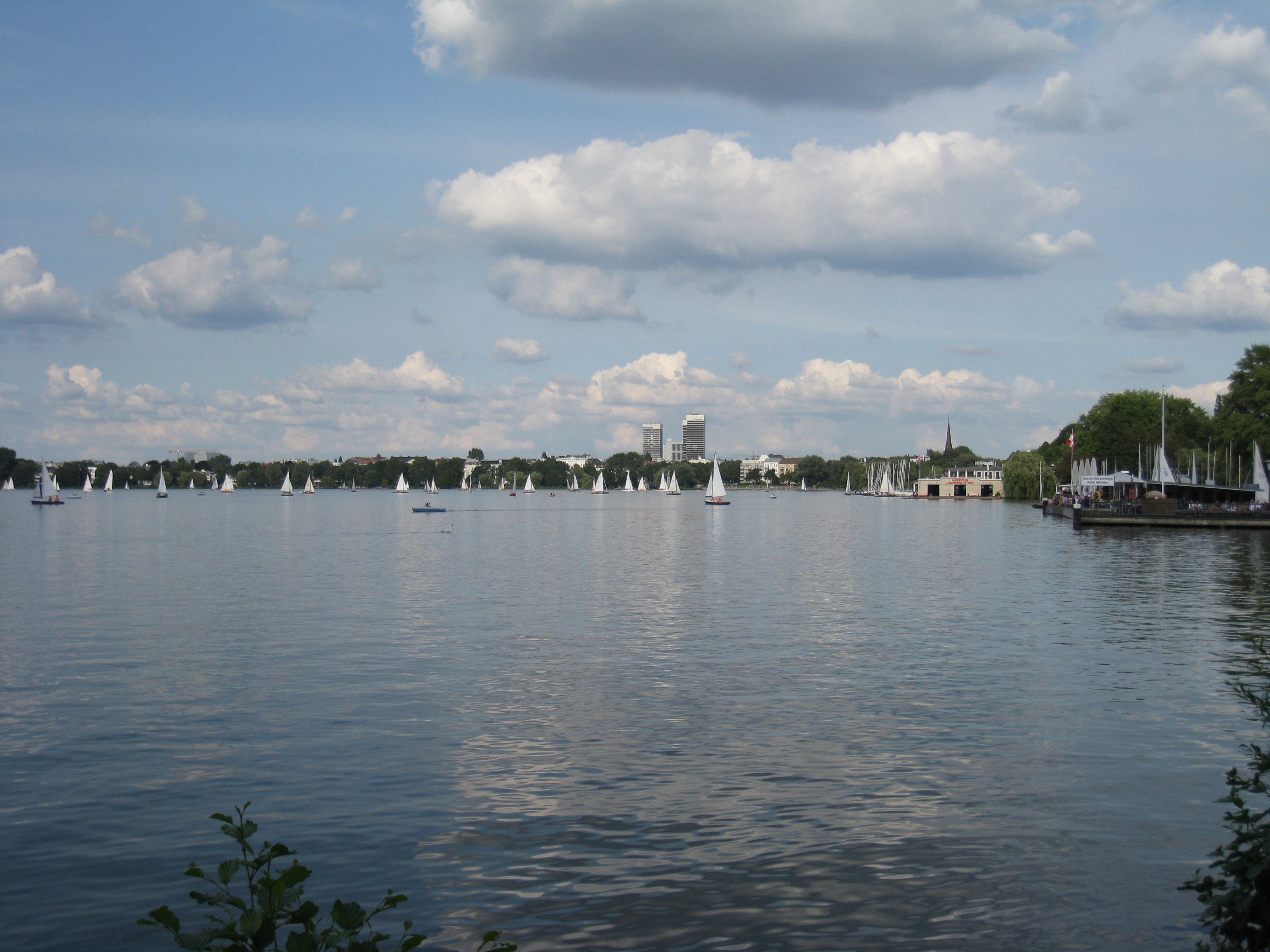
Östliches Alsterufer
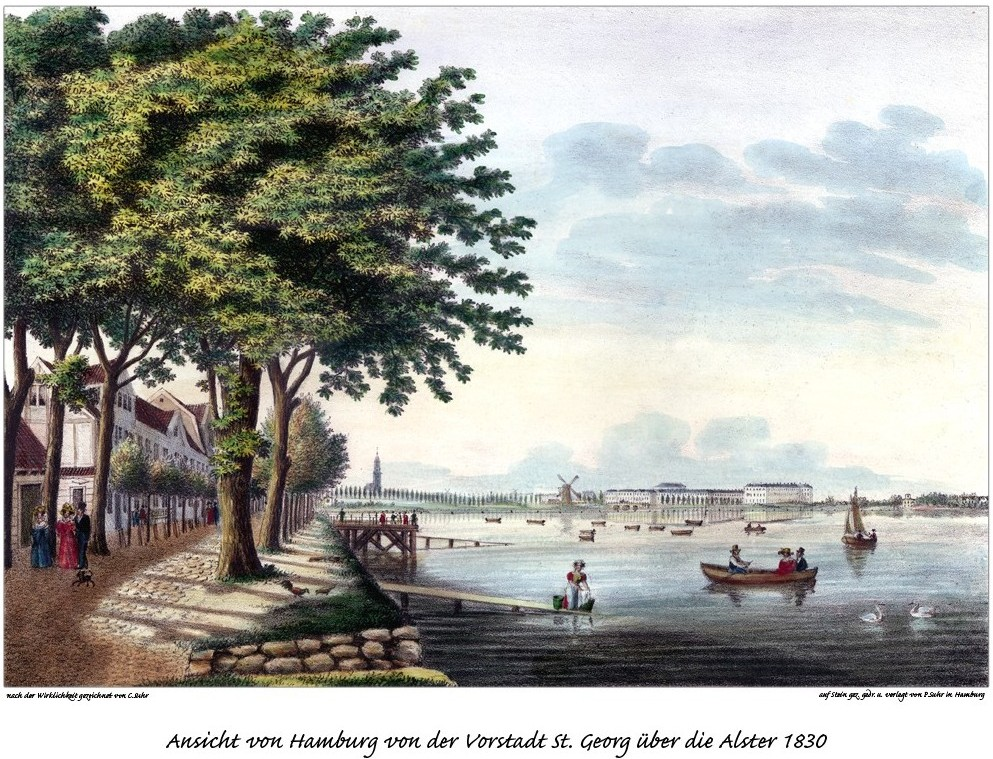
Historische Ansicht des östlichen Alsterufers um 1830
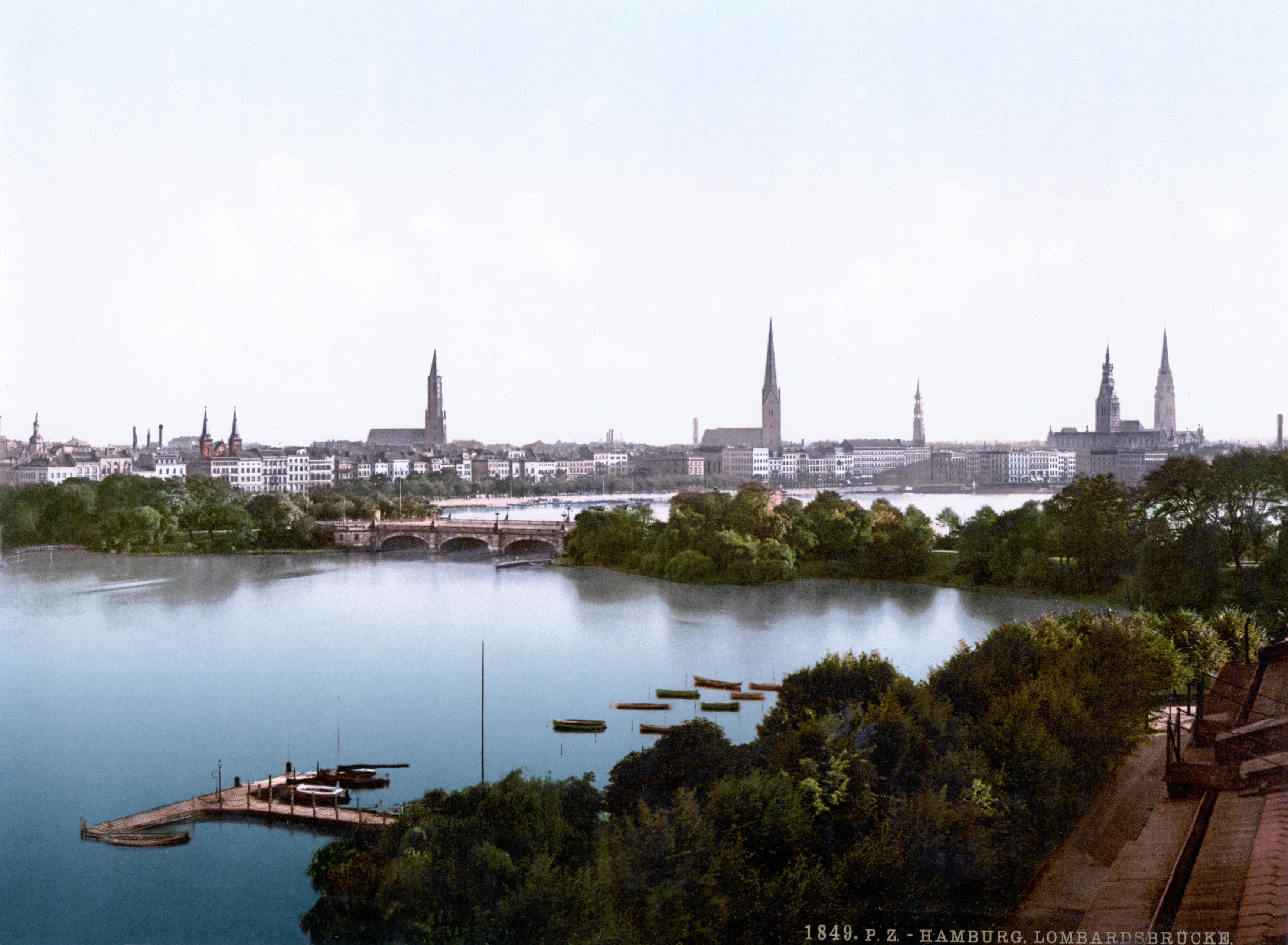
Historische Ansicht des Alsterparks an der Lombardsbrücke um 1895

### Schwanenwik
Der Name Schwanenwik leitet sich von „Schwanen-Bucht“ ab. Gemeint war damit die Hohenfelder Bucht – ein Lieblingsplatz der Alsterschwäne, die in Hamburg durch das „Schwanenwesen“ besonders geschützt sind. Die Alsterschwäne gelten in Hamburg als Wahrzeichen und haben über den Winter ein eigenes Quartier am Eppendorfer Mühlenteich, wo sie durch den Schwanenvater besonders gehegt und umsorgt werden. Schwanenwik, so heißt die Straße entlang des Ufers, die 1853–58 als Verbindungsweg zwischen St. Georg und Uhlenhorst entstand. An ihr liegt das Literaturhaus Hamburg. Auf etwa gleicher Höhe am Parkweg befindet sich das Denkmal für Wolfgang Borchert. Sein Nachkriegsdrama „Draußen vor der Tür“ wurde einen Tag nach seinem Tod in den Hamburger Kammerspielen uraufgeführt. Häufig ist mit dem Namen Schwanenwik auch die große Wiese des Alsterparks gemeint. Bis in die 1920er Jahre gab es hier eine weitere öffentliche Badeanstalt. Von der Badeanstalt führte im Zweiten Weltkrieg ein Steg zu einer Flakbatterie in der Außenalster („Bürgermeister-Krogmann-Stellung“), die Dienstvillen des NS-Systems rund um die Alster vor Luftangriffen schützen sollte. Das Denkmal von Edwin Scharff – „Drei Männer im Boot“ und ein Gedenkstein an der Schwanenwik-Wiese erinnern an drei Gefallene im Zweiten Weltkrieg, die auf dieser Flakbatterie eingesetzt waren.

### Das Eduard-Rhein-Ufer
An der Alster-Perle beginnt das Eduard-Rhein-Ufer entlang der Straße Schöne Aussicht in Uhlenhorst. Der Stifter, Erfinder und Chefredakteur der Programmzeitschrift „Hörzu “ Eduard Rhein hatte in dieser Straße seinen Wohnsitz. An der Feenteichbrücke in nördlicher Richtung rechts befindet sich der Feenteich mit dem Gästehaus des Senats. Am Ende des Eduard-Rhein-Ufers befinden sich der Norddeutsche Regatta Verein und die Ruder-Gesellschaft Hansa e. V. Gegenüber befindet sich das islamische Zentrum mit der blauen Imam Ali Moschee. Auf einer großen Wiese am Übergang zur Fährhausstraße befindet sich der Neubau des Werks „Double Triangular Pavilion for Hamburg“ von Dan Graham. Ein begehbarer Glaspavillon auf der Wiese, in dem sich das Sonnenlicht auf besondere Weise spiegelt. Der Lange Zug, ein Ableger der Osterbek trennt die beiden Stadtteile Uhlenhorst und Winterhude.

### Bellevue und Fernsicht
Die Straße Bellevue macht den Abschluss am östlichen Alsterufer. Viele Stadtvillen umsäumen hier den Alsterpark im Stadtteil Winterhude und prägen das Straßenbild. Der Park verläuft direkt am Alsterufer, Bänke und Liegewiesen befinden sich direkt an dem mit Seerosen bedeckten Wasser. Von der Straße Fernsicht hat man einen Blick über die ganze Außenalster. Die Krugkoppelbrücke und die Straße Fernsicht bilden das nördliche Ufer und die Verbindung ans westliche Alsterufer. An der Straße Fernsicht zweigt sich der Rondeelkanal ab, die Krugkoppelbrücke führt über den Alsterkanal.

## Das westliche Ufer

### Das Alstervorland
Das Alstervorland in Harvestehude beginnt am Harvestehuder Weg westlich der Krugkoppelbrücke. Ursprünglich war hier Weideland. Pläne, hier einen öffentlichen Park anzulegen, gab es schon Ende des 19. Jahrhunderts. Zur Internationalen Gartenbauausstellung im Jahr 1953 konnte man den Plan umsetzen. Vorher wurden private Gartengrundstücke, die teilweise bis ans Ufer reichten, zurückgekauft, einige wurden auch enteignet. Die internationale Gartenbauausstellung fand zeitgleich in Planten un Blomen statt. Im Alstervorland sollte parallel dazu die Ausstellung „Plastik im Freien“ stattfinden. Der Hamburger Garten- und Landschaftsarchitekt Gustav Lüttge wurde beauftragt, aus dem Alstervorland einen öffentlichen Park zu gestalten. Er legte Wege und einen Teich mit einer Brücke an, die japanischen Laternen kamen erst später dazu. Im nordwestlichen Teil wurde eine Promenade mit kleinen Mauern als Abgrenzungen der Hochbeete angelegt. Hier gab es Standflächen für die ausgestellten Skulpturen. Ebenso auf der Wiese und in anderen Bereichen des Alsterparks rund ums Ufer wurden Skulpturen und Plastiken kunstvoll in Szene gesetzt. Es entstand die Idee, den Menschen Kunst auf öffentlichen Flächen und Wegen zugänglich zu machen, ohne dafür ein bestimmtes Gebäude zu betreten oder Eintritt zahlen zu müssen. Erhalten sind bis heute die angelegten Wege – teilweise mit kleinen Mauern, der Teich mit Brücke und der Baumbestand. Besondere Bäume aus dieser Zeit sind der Amerikanische Amberbaum, der Trompetenbaum – beide wurden 1950 gepflanzt sowie die Kaukasische Flügelnuss aus dem Jahr 1930. Sie befindet sich direkt vor dem Alsterschiffanleger Fährdamm. Einige der Skulpturen haben den Standort gewechselt, neue sind hinzugekommen. Mit Eröffnung der Gartenbauausstellung wurde dieser Teil des Alsterparks feierlich der Öffentlichkeit übergeben.

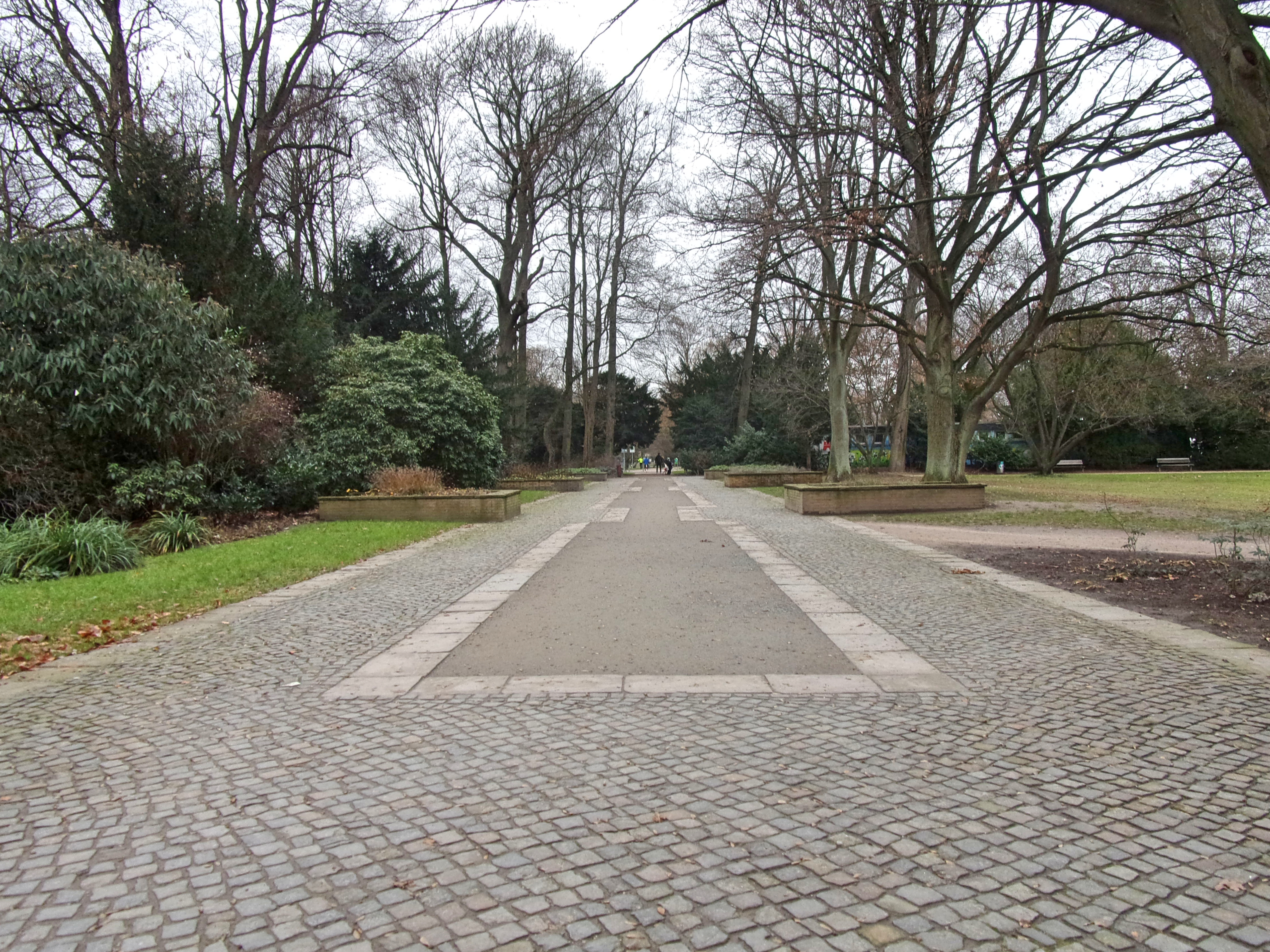
Promenade im Alsterpark gestaltet von Gustav Lüttge
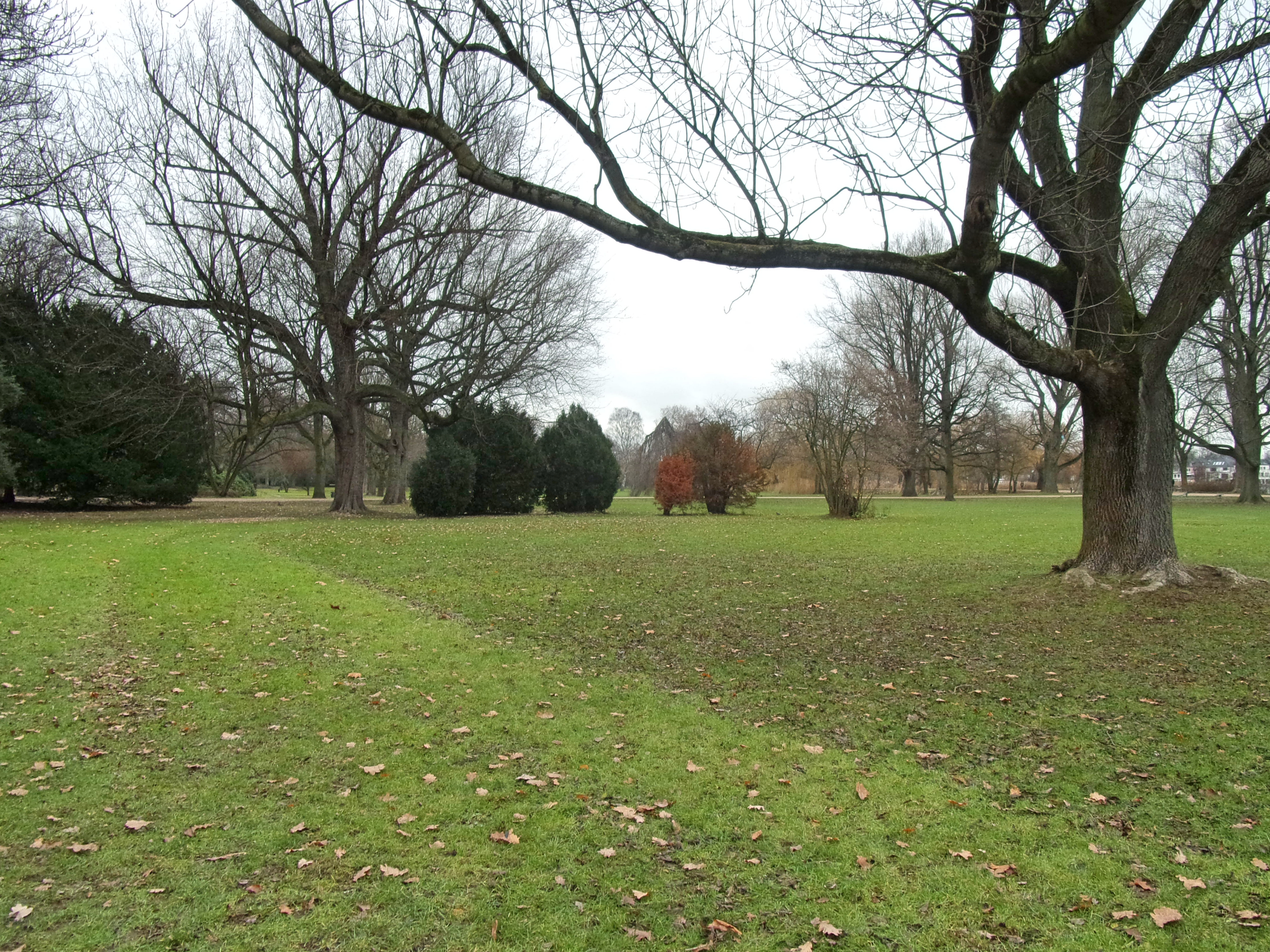
Der Alsterpark in Harvestehude
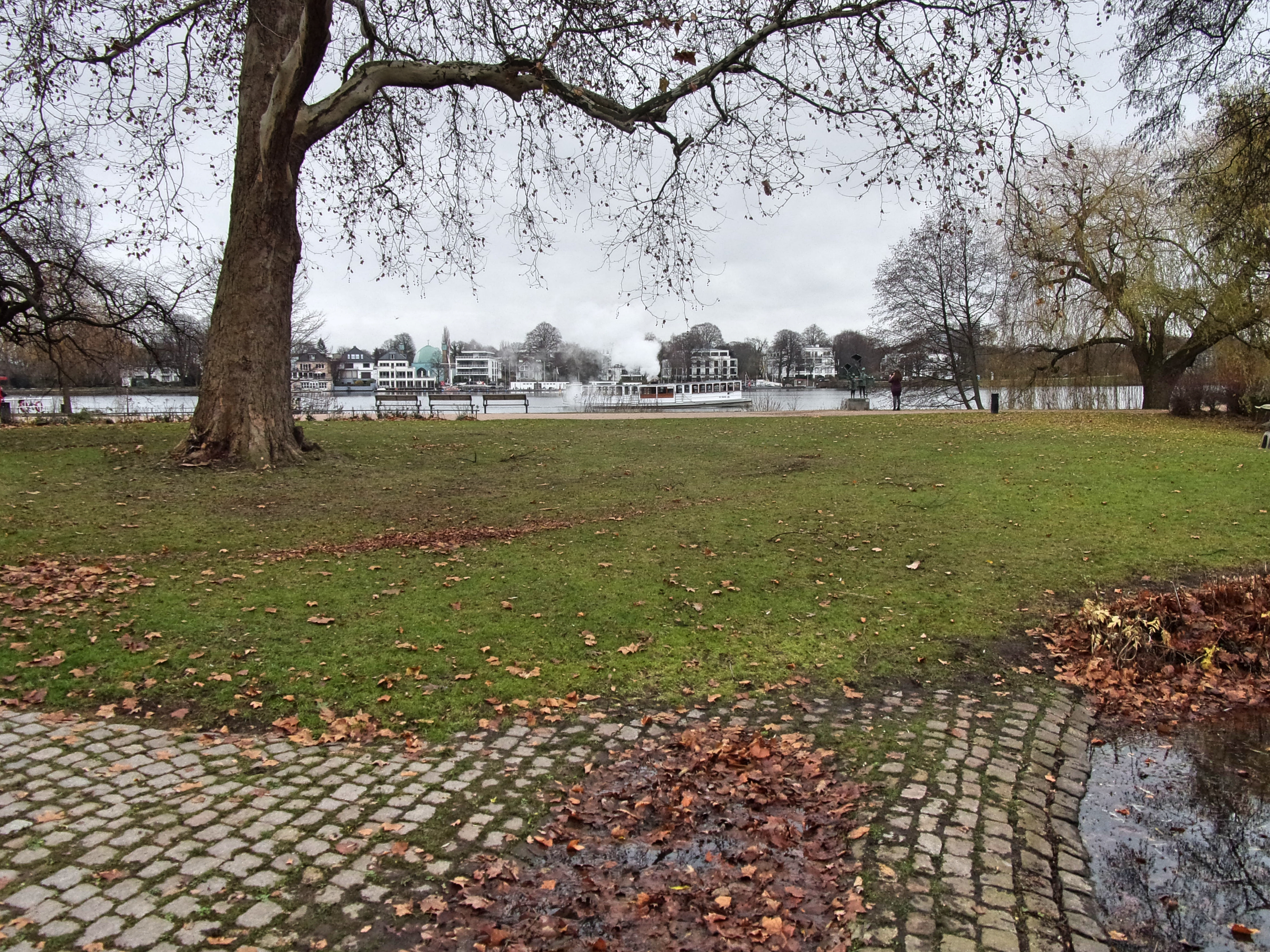
Der Alsterpark in Harvestehude
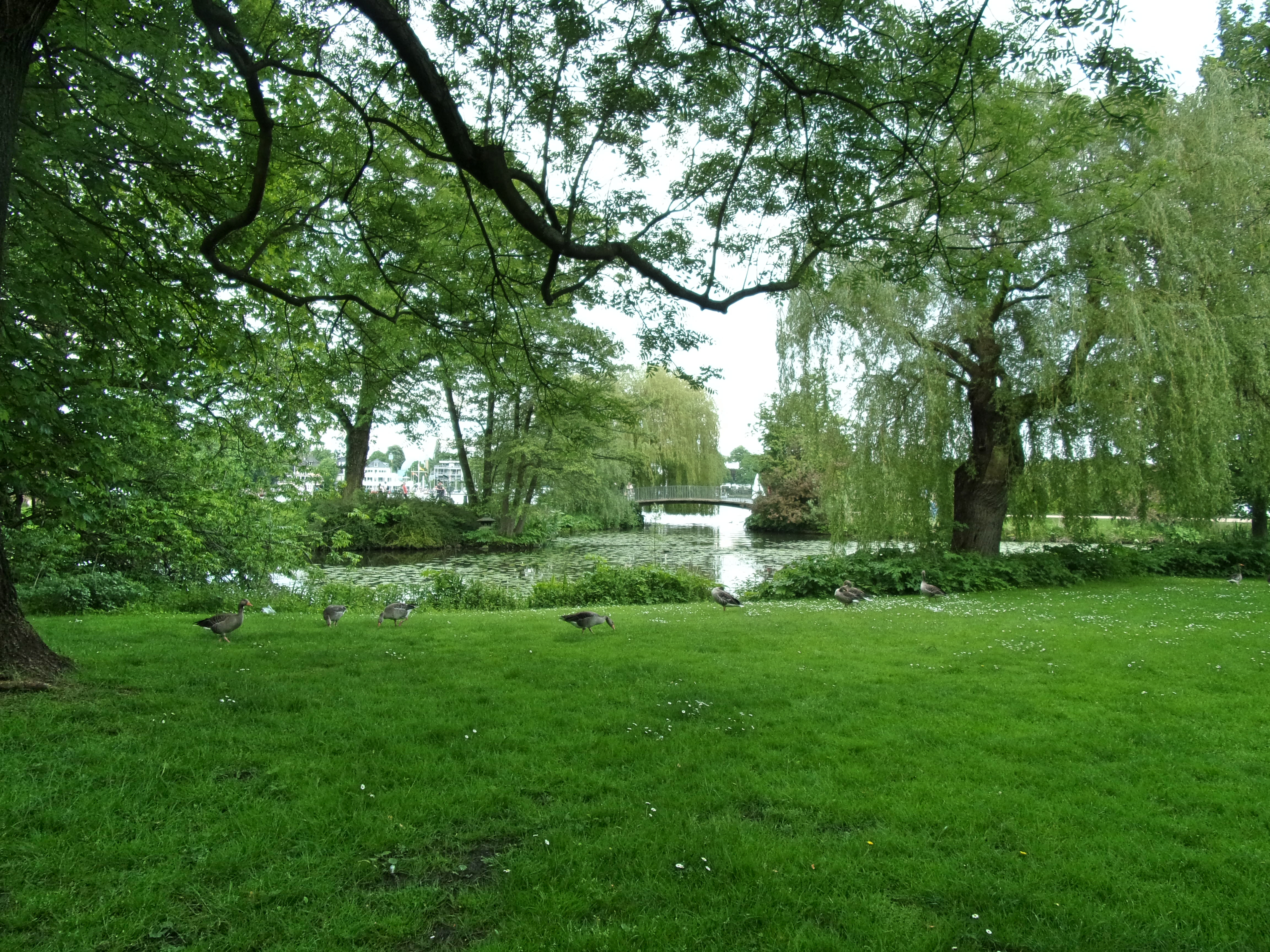
Der Alsterpark mit Teich und Brücke
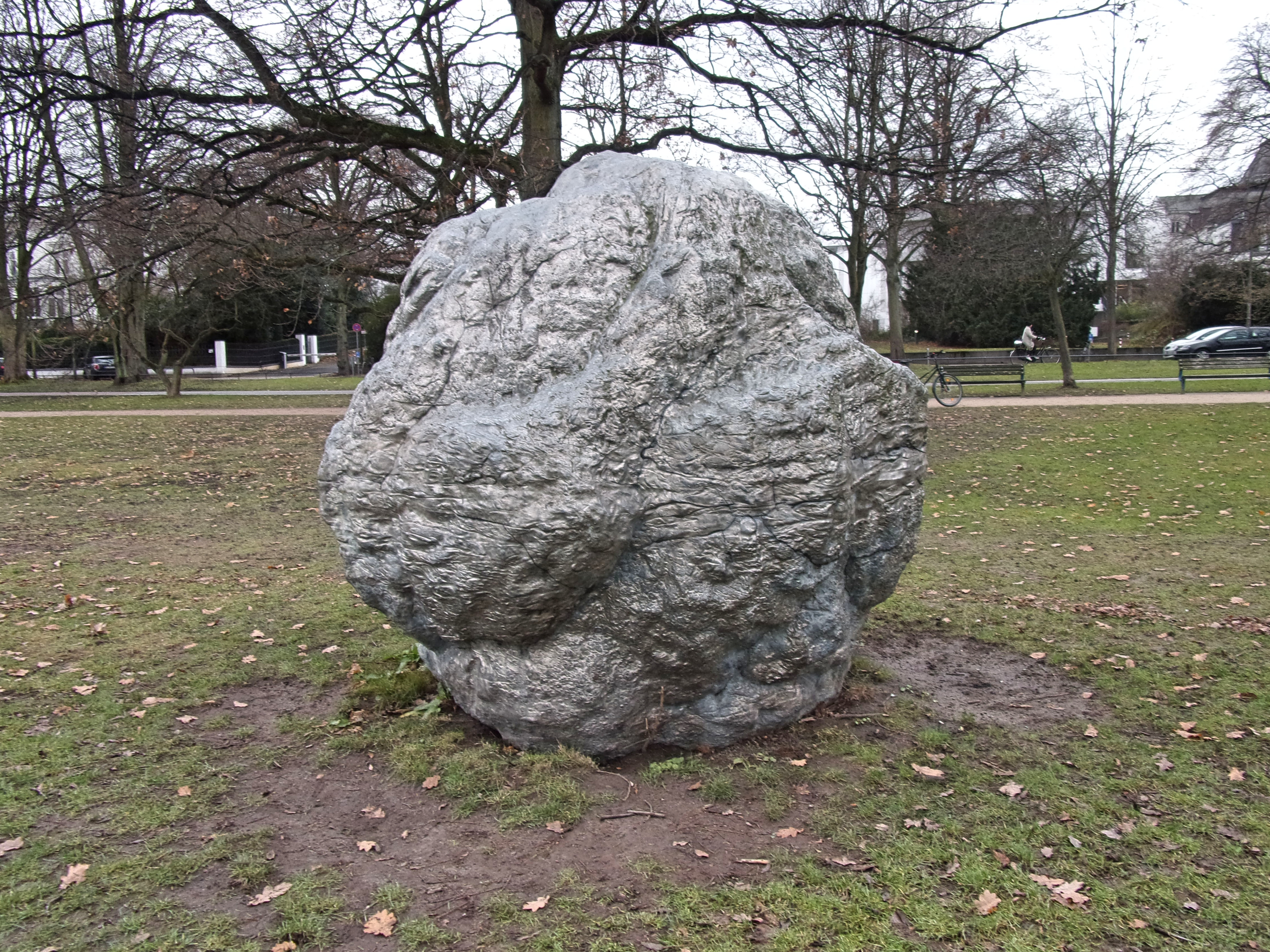
Meteoritenwerkstatt von Thomas Stricker
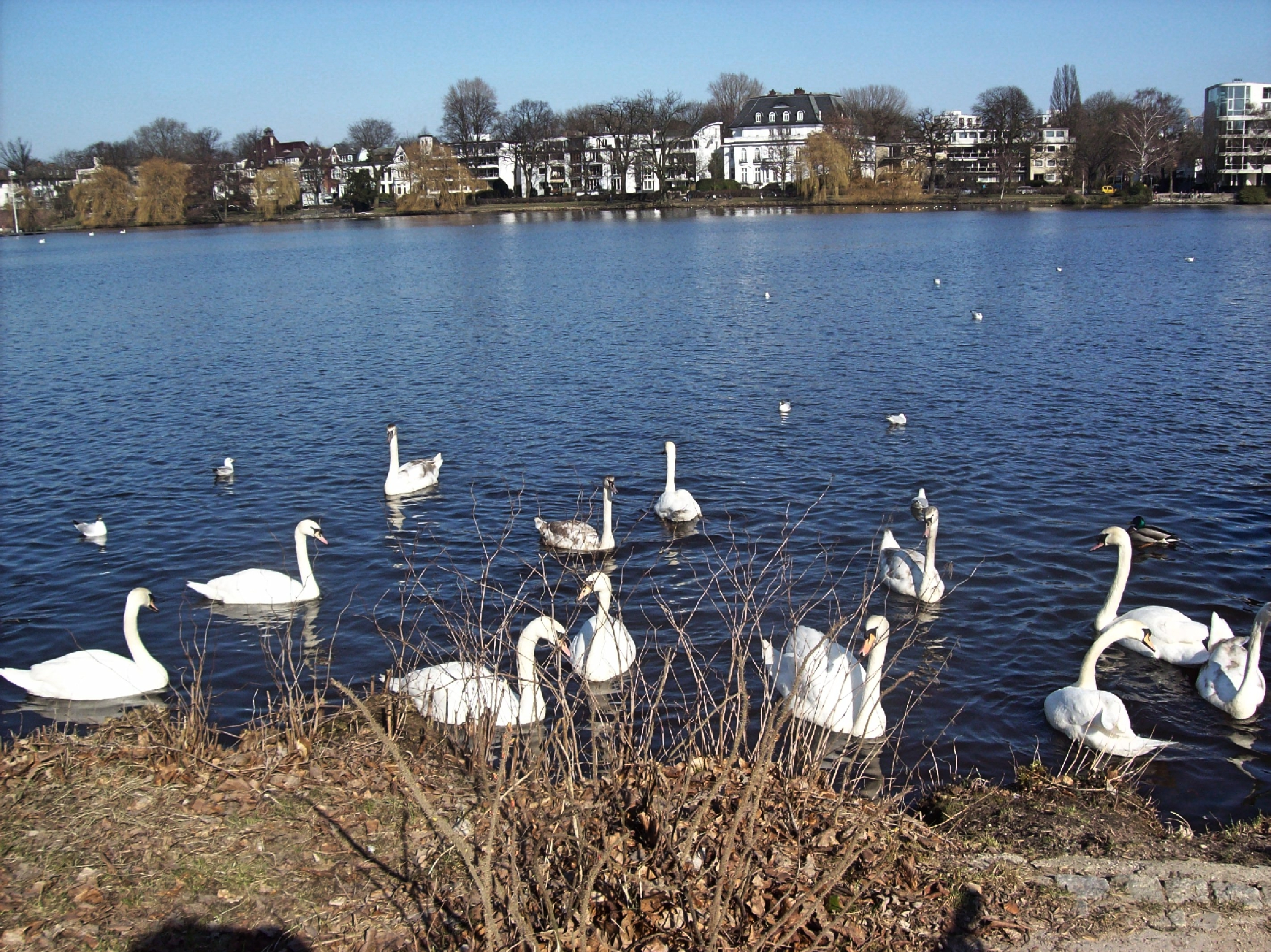
Alsterschwäne im Alstervorland

### Das Alsterufer in Rotherbaum
Am Fährdamm beginnt der Stadtteil Rotherbaum und das Alstervorland geht ins Alsterufer über. Hier führt der Parkweg direkt am Ufer entlang und auch die meisten Bänke stehen direkt am Wasser. Am Anleger Rabenstraße befinden sich das Polizeikommissariat der Wasserschutzpolizei und seit September 2021 das neue Wasserrettungszentrum direkt nebeneinander. Imposante Häuser bilden auch hier die Kulisse für den Alsterpark. Auf der gegenüberliegenden Straßenseite befindet sich das Kriegerdenkmal des zweiten Infanterie-Regiments 1870–71 von Johannes Schilling auf einem Marmorsockel mit steinerner Einfriedung. An der Straße Fontenay befindet sich der Gedenkstein für John Fontenay, Kaufmann und Reeder sowie Namensgeber der gleichnamigen Straßen. Die Straße Alsterufer, an der sich der Der Hamburger und Germania Ruder Club mit neuem Gebäude präsentiert führt bis ans südliche Ufer der Alster und zurück zur Kennedybrücke im Stadtteil St. Georg.

## Denkmäler und Skulpturen

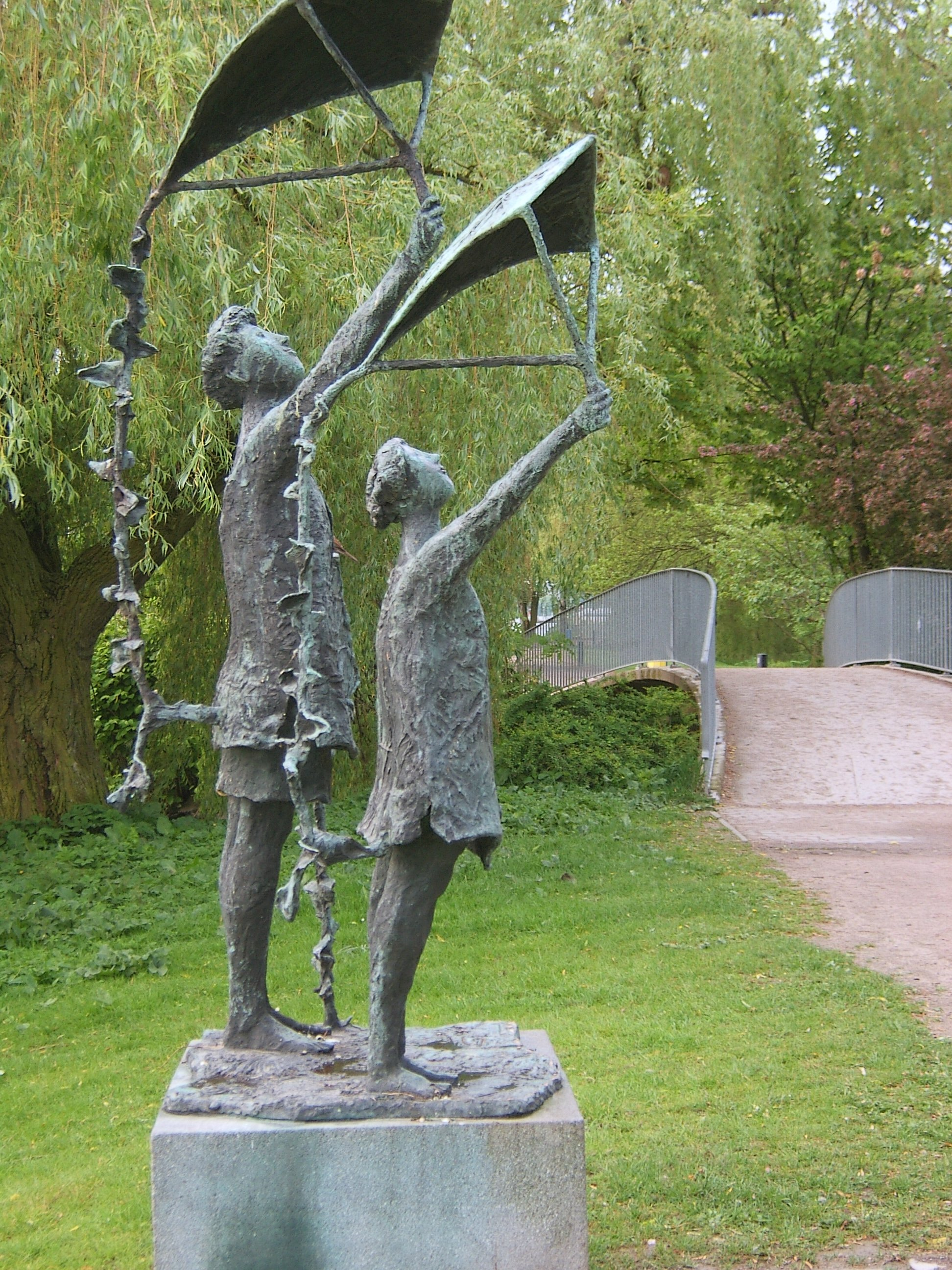
Skulptur „Drachensteigenlassende Kinder“ von Gerhard Brandes, 1963

Viele Denkmäler und Skulpturen schmücken den Alsterpark auf den Wiesen und Wegen rund ums Ufer. Einige stammen noch aus der bereits genannten Ausstellung „Plastik im Freien“, andere aus dem Programm „Kunst im öffentlichen Raum“. Bekannte Werke sind: „Vier Männer auf Bojen“ von Stephan Balkenhol von 1993. Eine seiner Figuren befindet sich auf der Alster am Schwanenwik. Die Bronze „Drachensteigenlassene Kinder“ aus dem Jahr 1963 stammt von Gerhard Brandes. Die „Große Stehende“ aus dem Jahr 1958 ist von Jörn Pfab. Die zweiteilige Skulptur „Orpheus und Eurydike“ stammt aus dem Jahr 1958 von Ursula Querner. Metalldiebe stahlen Eurydike und die Skulptur war lange Zeit unvollständig und erlangte als Kunstraub Bekanntheit. An der Alten Rabenstraße befindet sich auf einem Gestell das Straßenschild mit einer Rabenskulptur aus dem 19. Jahrhundert. Die Skulptur stammt von Franz Andreas Meyer. Von Manfred Ritthoff-Linau sind die Skulpturen „Mit Blick auf den See“ aus dem Jahr 1991, von 1993 „Die Hüterin des Sumpfes“ und aus dem Jahr 1995 „Die Fremde am Wasser“. Seine Skulpturen befinden sich alle am östlichen Alsterufer. Im Oktober 2021 stellten Tierschützer ein Mahnmal für die Opfer von weltweiten Tierversuchen auf. Die Tierskulptur der „Hamburger Stadtmusikanten“ befand sich auf einer Wiese im Stadtteil Uhlenhorst an der Schönen Aussicht. Aus Sicherheitsgründen wurde das Mahnmal inzwischen in eine Fußgängerzone im Stadtteil Altona versetzt.

## Gebäude
Rund um den Alsterpark befinden sich viele auffällige Gebäude – dazu gehören natürlich die vielen Alster-Villen entlang der Schönen Aussicht, Bellevue oder am Harvestehuder Weg. Aber auch Hotels wie das Atlantic oder die Konsulate wie das ehemalige amerikanische Generalkonsulat befinden sich hier. Die Uferseiten der umgebenden Straßen sind in der Regel unbebaut, Ausnahmen sind Gebäude, die schon vor der internationalen Gartenbauausstellung 1953 erbaut wurden oder die vielen Bootshäuser und Ruderclubs mit ihren Vereinshäusern, Kajak- und Tretbootverleih oder Segelschulen. Der Anglo-German Club gilt als unpolitisch und setzt sich für die deutsch-britischen, aber auch internationalen Geschäftsbeziehungen ein. Das Gebäude befindet sich direkt am Park am Harvestehuder Weg nahe der Krugkoppelbrücke und wurde 1865 von Martin Haller erbaut. Am östlichen Ufer befindet sich die blaue Imam Ali Moschee. Ehemalige Toilettenhäuschen innerhalb des Parks wurden umgebaut und werden gastronomisch genutzt, die Toiletten dürfen gegen Gebühr von allen Parkbesuchern während der Öffnungszeiten aufgesucht werden.

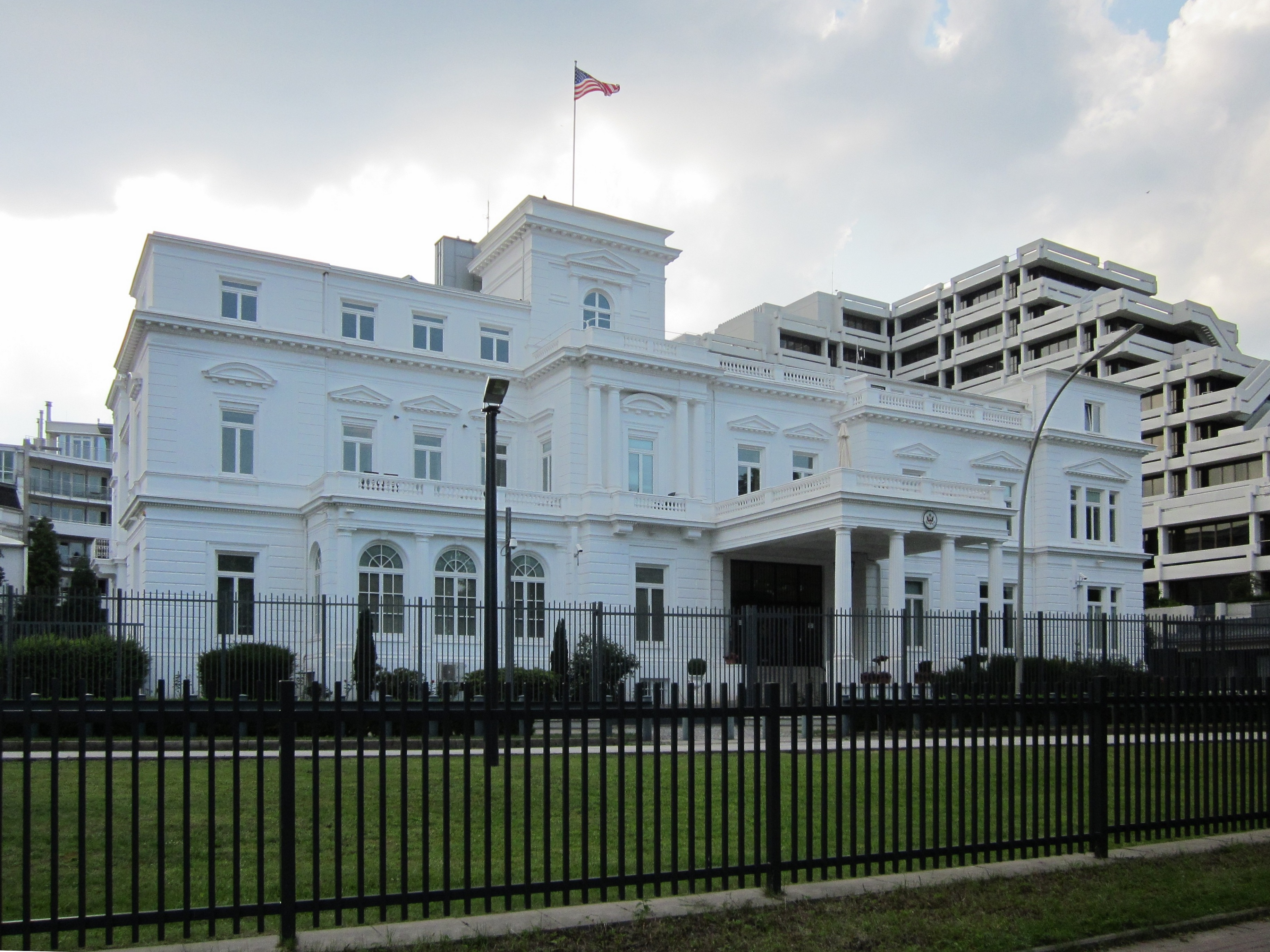
Das ehemalige amerikanische Generalkonsulat am Alsterufer (bis Mitte 2022)
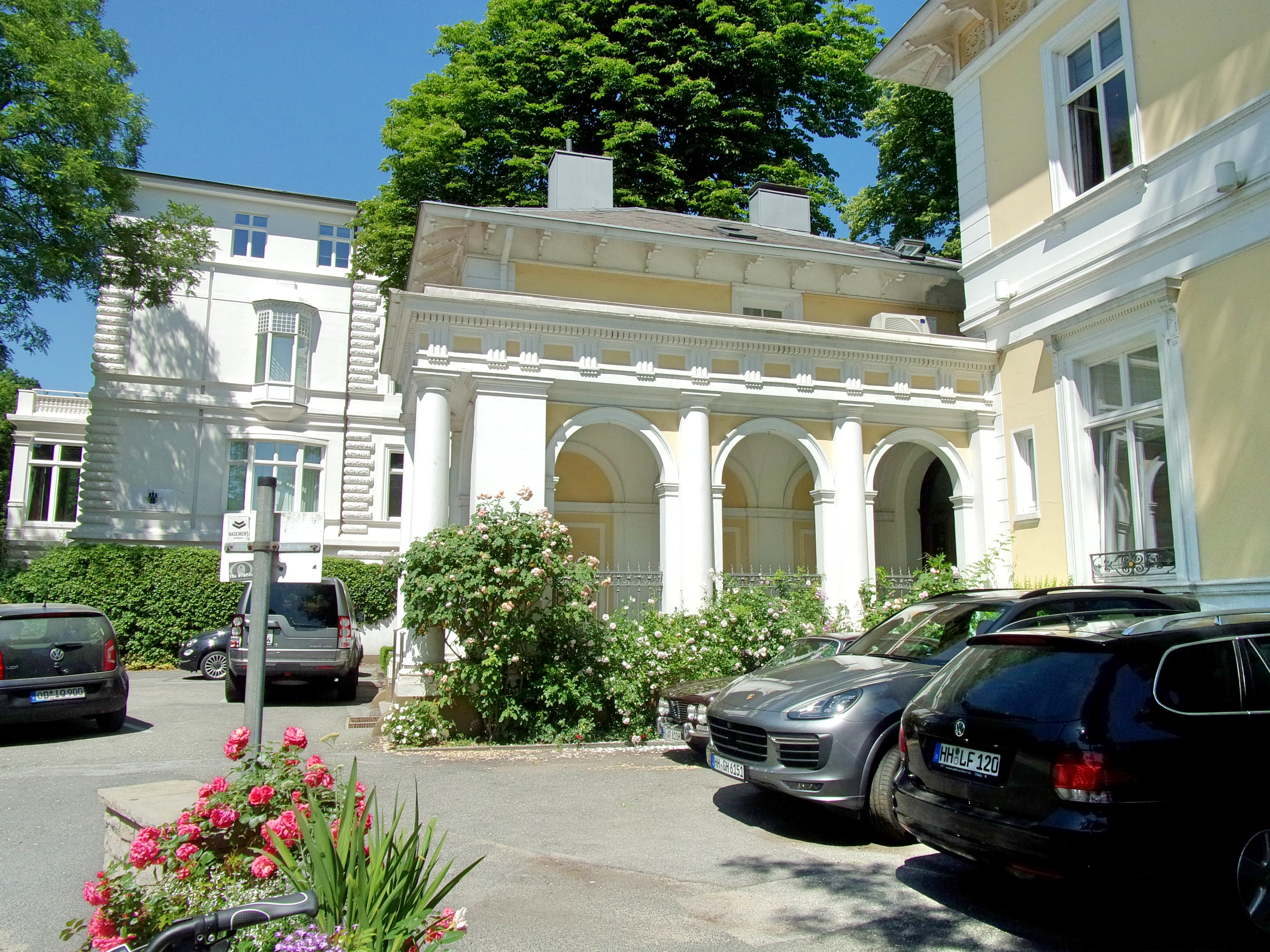
Der Anglo-German Club
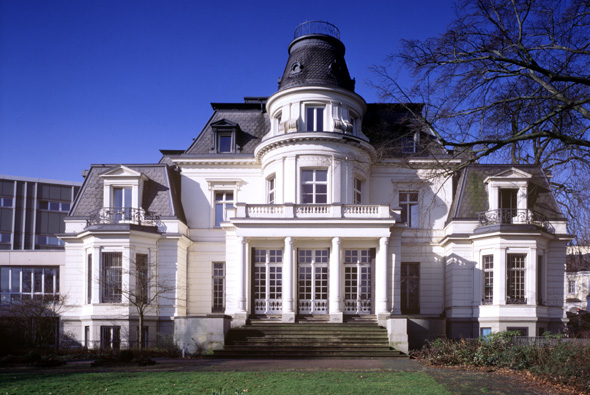
Das Budge-Palais am Harvestehuder Weg
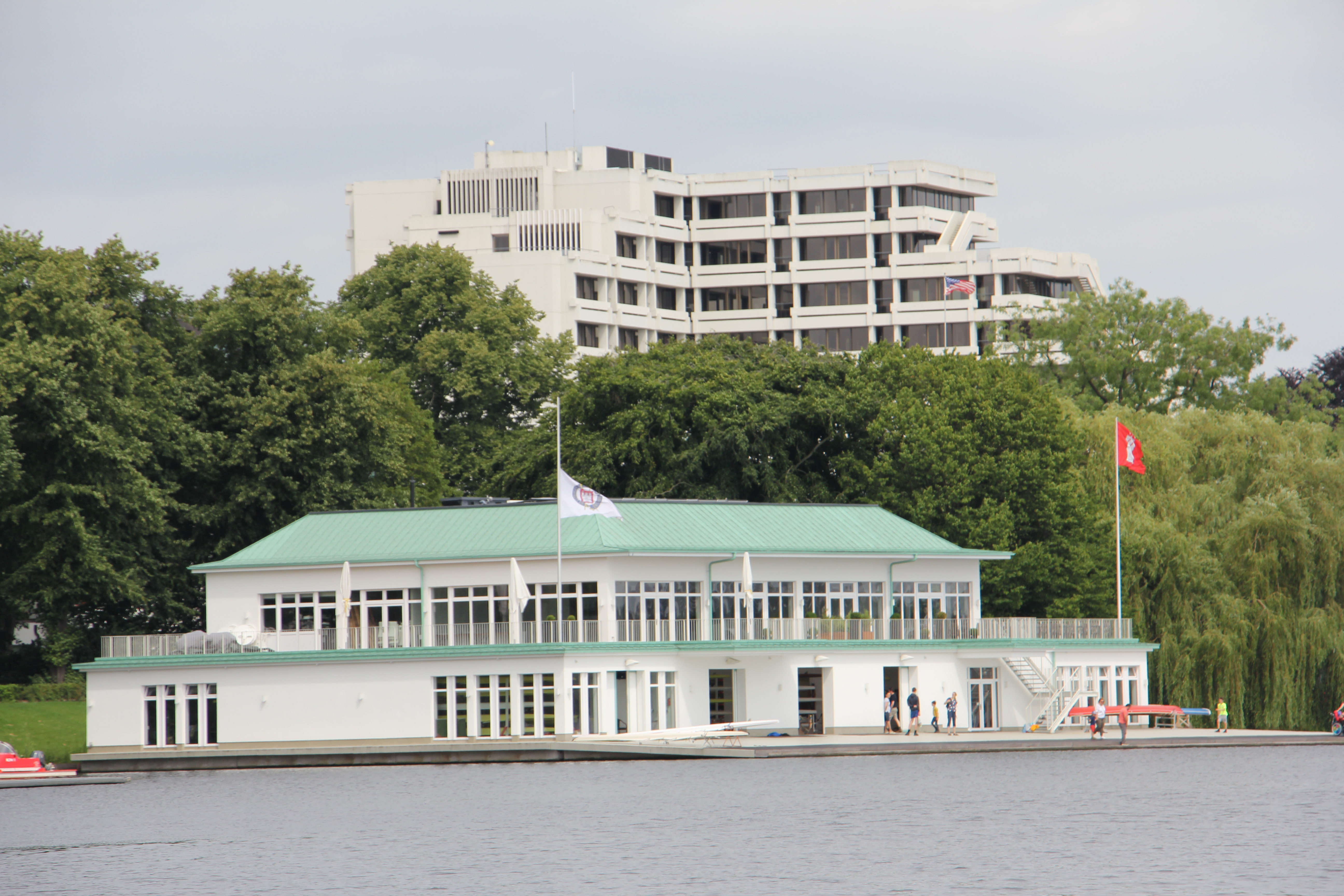
Neubau des Hamburger und Germania Ruder Clubs
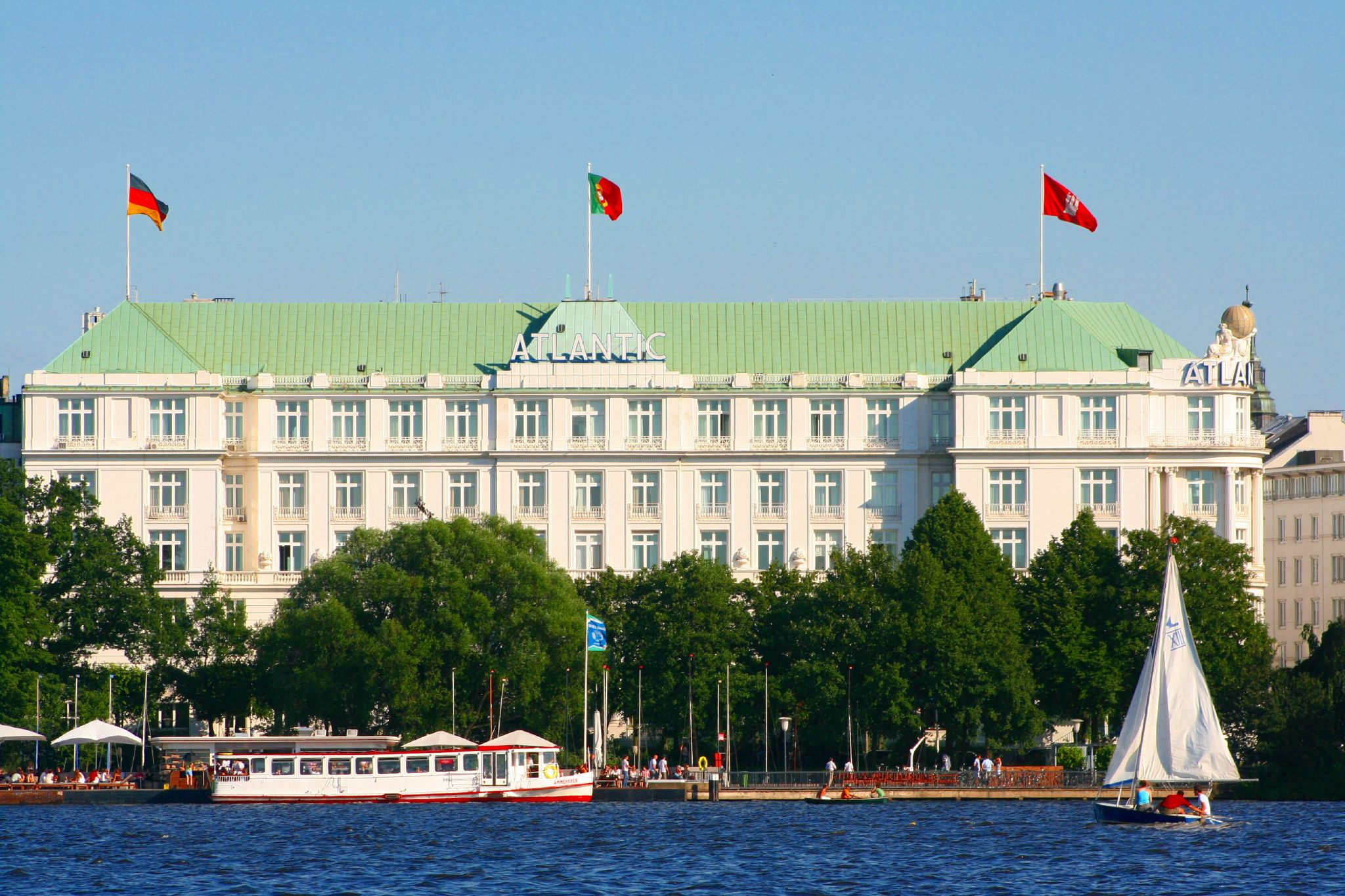
Hotel Atlantic
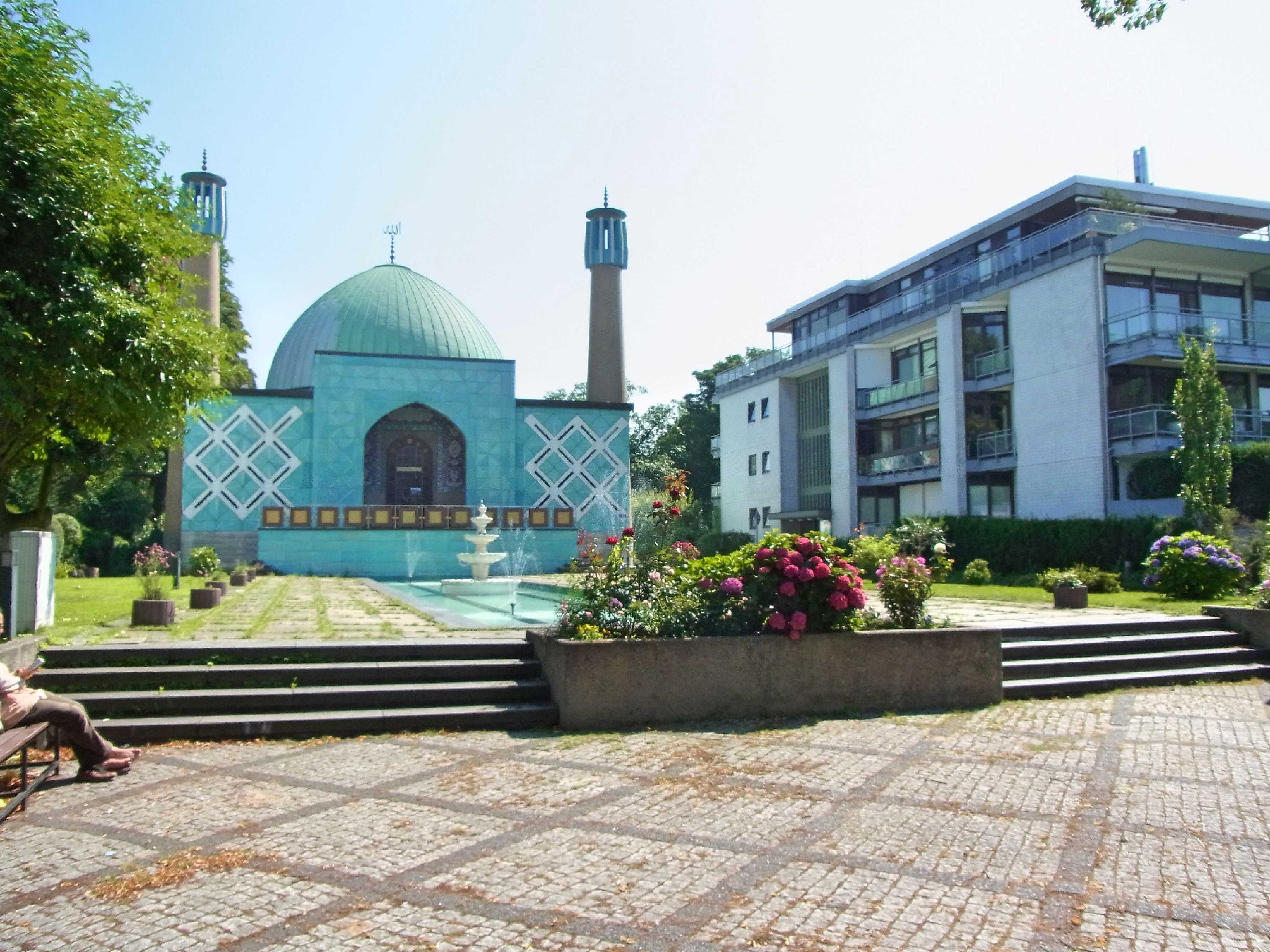
Die blaue Imam-Ali-Moschee des Islamischen Zentrums

## Fähranleger

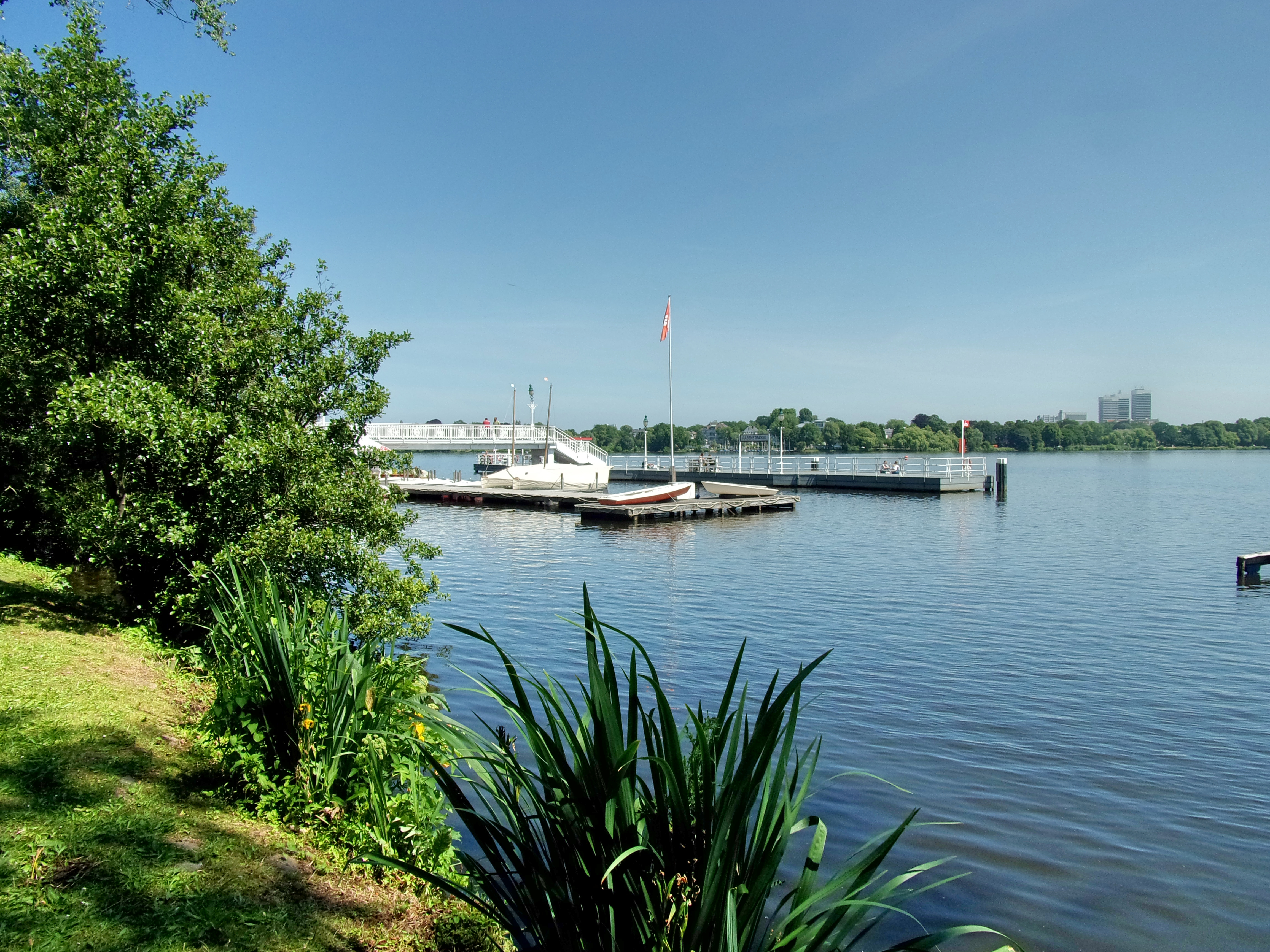
Anleger Rabenstraße

Innerhalb des Parks befinden sich einige Anleger der Alster-Touristik GmbH. Die weiße Flotte verkehrt mit mehreren Schiffen auf der Außenalster im regelmäßigen Liniendienst. Die Alster-Touristik ist nicht Mitglied im Hamburger Verkehrsverbund und es gelten die aktuellen Fahrpreise des Unternehmens. Am östlichen Ufer im Stadtteil St. Georg befindet sich der Anleger Atlantic vor dem gleichnamigen Hotel und im Stadtteil Uhlenhorst der Anleger Uhlenhorster Fährhaus. Am nördlichen Ufer befindet sich die Anlegestelle Krugkoppelbrücke, am westlichen Ufer die beiden Anleger Fährdamm in Harvestehude und Rabenstraße in Rotherbaum. Der Anleger Rabenstraße mit seiner im Jugendstil erbauten Brücke wurde Anfang des 20. Jahrhunderts erbaut und steht unter Denkmalschutz. Direkt daneben befindet sich das Polizeikommissariat der Wasserschutzpolizei mit ihren Dienstbooten und eigenem Anleger sowie das 2021 neu eröffnete Wasserrettungszentrum Außenalster.

## Sport und Freizeit
Rudern hat auf der Alster eine lange Tradition, der Hamburger und Germania Ruder Club ist der älteste auf dem europäischen Festland. Weiße Segel gehören ebenso zur Alster und diverse Segelschulen bieten Kurse an. Wer außerhalb eines Vereins Boot fährt hat im Alsterpark diverse Möglichkeiten, sein eigenes Ruderboot oder Kajak zu Wasser zu lassen. Tretboote können an verschiedenen Stellen ausgeliehen werden. In den letzten Jahren erfreut sich das Stand-Up paddeln zunehmender Beliebtheit. Die Alsterrunde ist eine beliebte Strecke für Jogger. In allen Stadtteilen des Alsterparks gibt es Messstationen, die mit Hilfe eines Chips am Laufschuh und einer Induktionsschleife im Boden die eigene Laufleistung kontrollierbar machen. Die Anzahl der passierten Messstationen ist je nach Fitness und Aktivierung des Chips frei wählbar. An vielen Stellen des Parks befinden sich Fitness-Geräte mit Schautafeln für verschiedene Übungen. Die Wege im Park eignen sich gut für Nordic-Walking und auf den Wiesen finden diverse Gymnastik, Yoga und ähnliche Kurse statt. Eine fest installierte Slackline zum Trainieren von Gleichgewicht und Koordination befindet sich an der großen Wiese in der Nähe des Fährdamms. Hamburg-Wasser spendiert kostenloses Trinkwasser, ein Spender befindet sich am Fährdamm.

## Ausstattung

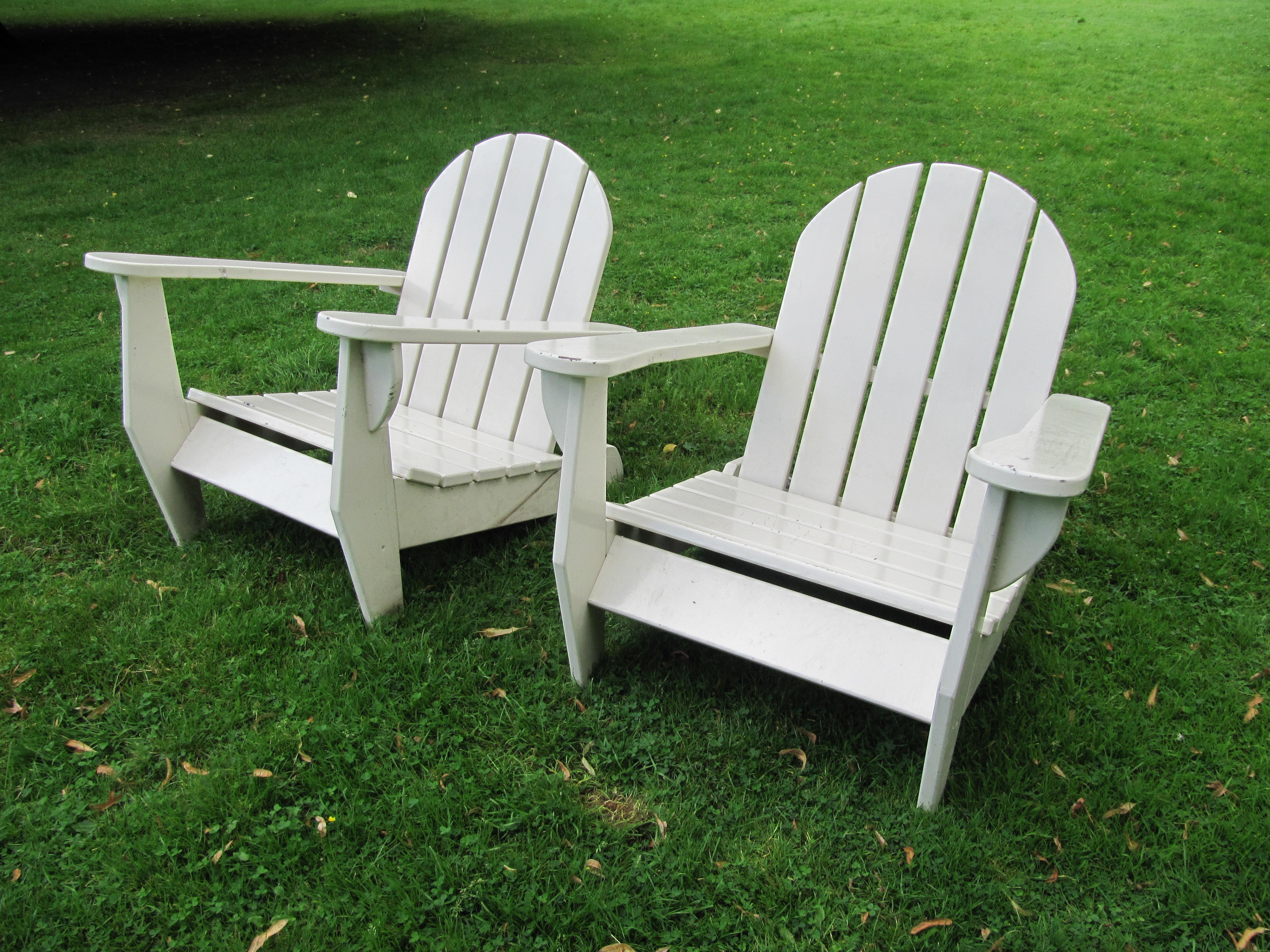
Die typischen Alstersessel finden sich in mehreren öffentlichen Parkanlagen in Hamburg

Über die Grünfläche des Alstervorlandes waren im Sommer weiß-lackierte Holzsessel verteilt, die von den Besuchern nach Wunsch gestellt und gruppiert werden konnten. Sie waren erstmals anlässlich der Internationalen Gartenbauausstellung 1953 aufgestellt worden, verantwortlich war das Bezirksamt Eimsbüttel. Seither hießen sie in Hamburg „Alsterstühle“ und waren auch in anderen Parks zu sehen. Von 140 Alsterstühlen Ende der 1990er Jahre waren Ende 2017 noch 20, durch Patenschaften finanzierte Exemplare vorhanden. Als Vorbild gilt der aus den USA stammende Adirondack-Gartensessel, wobei „Adirondack“ die verwendete Holzart der amerikanischen Rot-Fichte bezeichnet.
Die vom Hamburger Garten- und Landschaftsarchitekten Gustav Lüttge angelegte Promenade enthält Sitzmauern, am Teich befinden sich Skulpturen japanischer Laternen. Einen Spielplatz gibt es nicht, einige wenige Geräte für Kinder befinden sich am Eduard-Rhein-Ufer. Am westlichen Teil des Parks wurde der Harvestehuder Weg als Fahrradstraße eingerichtet. Grillzonen gibt es am Schwanenwik und am Nordufer an der Straße Fernsicht. Hundeauslaufzonen befinden sich an der Fährhausstraße und am Fährdamm in Harvestehude.

## Natur
Die weißen Höckerschwäne werden in Hamburg Alsterschwäne genannt. Sie sind seit vielen hundert Jahren in und an der Alster zu Hause und gehören zu den Bewohnern des Alsterparks. Bis ins Jahr 1955 hatten die Schwäne ihr Winterquartier am Schwanenwik in der Hohenfelder Bucht, das dortige Wasserbecken wurde deshalb auch manchmal Schwanenteich genannt. Seit 1955 befindet sich ihr Winterquartier am Eppendorfer Mühlenteich. Das Hamburger Schwanenwesen ist zugleich die älteste und kleinste Behörde Hamburgs, sie besteht nur aus einer einzigen Person, dem Schwanenvater. Auch die Graugänse sind zahlreiche Bewohner im Alsterpark, die großen Wiesen am Schwanenwik oder dem Alstervorland gehören zu den Lieblingsplätzen. Für die Wasservögel und Fische wurden Schilf und Rohrkolben gepflanzt, Sumpfzypressen und Trauerweiden am Ufer bieten Schutz und Brutplätze. Blässhühner, Haubentaucher und Stockenten sind das ganze Jahr zu sehen. In der Dämmerung lassen sich auch Fledermäuse beobachten. Im Alstervorland befinden sich neben Linden, Eichen und Ahorn einige exotische Bäume. Teilweise stammen sie noch von den Vorbesitzern der ehemaligen Gartengrundstücke, teilweise wurden sie für die bevorstehende internationale Gartenbauausstellung 1953 angepflanzt. Zu den Exoten gehören der Ginkgobaum (1996), der Berg-Mammutbaum (1960), der Blauglockenbaum (2004), der japanische Kuchenbaum (1970), der Tulpenbaum (1935), der Trompetenbaum (1950), der Amerikanische Amberbaum (1950), die Kaukasische Flügelnuss (1930) und die Sumpfzypresse (1952); in Klammern das Pflanzjahr laut Liste der Bezirksämter. Der älteste Baum ist der Japanische Schnurbaum, er befindet sich auf einer Grünfläche am Alsterufer, als Pflanzjahr ist 1885 angegeben. Mit einem Feuerwerk bedankt sich die japanische Gemeinde jedes Jahr im Mai mit einem Feuerwerk für die Gastfreundschaft und um die Kirschblüte zu begrüßen.

## Sonstiges
Der Alsterpark gehört zum Ensemble der Außenalster und steht wie die Alster selbst unter Denkmalschutz. Insbesondere sind unter der Nr. 29524 im Bezirk Eimsbüttel die Entwürfe von Gustav Lüttge – Parkteich mit Brücke, Mauern, Standflächen der Skulpturenausstellung und Parkanlagen genannt.